# Antonio Escohotado

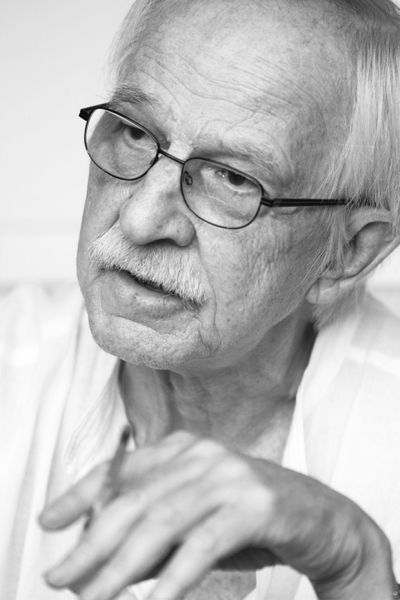
Antonio Escohotado (2014)

Antonio Escohotado Espinosa (* 5. Juli 1941 in Madrid; † 21. November 2021 in Ibiza) war ein spanischer Philosoph, Jurist, Intellektueller, Essayist, Übersetzer und Universitätsprofessor. Sein Werk beschäftigte sich vor allem mit Recht, Philosophie, Soziologie und den Auswirkungen sowie Wirkungen von Drogen.
Große Bekanntheit erlangte er vor allem im spanischsprachigen Raum aufgrund seiner Nachforschungen im Bereich der Drogen und seinem antiprohibitionistischen Standpunkt, der sich in seinem Werk Historia general de las drogas (1983) widerspiegelt. Von großer Bedeutung waren auch die drei Bände Los enemigos del comercio (2008), in denen er den freien Markt verteidigte und eine Kritik am Kommunismus verfasste. Er selbst sah sich auf ideologischer Ebene als liberalen Sozialdemokraten und fühlte sich der politischen Linken zugehörig. An dieser Stelle sei erwähnt, dass er diesen Dichotomien wenig Beachtung schenkte. Die Bejahung der Freiheit gegenüber Ängsten oder Zwängen, die in die Unmündigkeit führen, zieht sich durch sein gesamtes Schaffen. In den letzten Monaten seines Lebens nannte er Hegel und Freud als seine zwei großen Lehrmeister.

## Biografie

### Die ersten Jahre
Der Erste, der sich aus der Familie Escohotado, die schon seit langer Zeit im Nordosten der Sierra de Guadarrama ansässig war, einen Namen verschaffte, war Vicente, der Urgroßvater Escohotados. Er unterstützte die Septemberrevolution 1868 als Bürgermeister von Galapagar. Der Großvater Escohotados, der auch Vicente hieß, war einer der ersten Jurastipendiaten aus dem Ort und nachdem er eine Vielzahl an Klagelied- und Gesangsbüchern, sowie eine umfangreiche Geschichte des Theaters in Versform verfasste, (La teatrada, 1925) wurde er schließlich vom Verwalter zum Bürgermeister von El Escorial. Sein sechster Sohn, Román (1908–1970), Vater von Antonio Escohotado, stimmte bei den Wahlen für den Sozialisten Julián Besteiro und unterzeichnete später das Manifest der Falange. Er war Leiter des Sekretariats von Dionisio Ridruejo während dessen Zeit als Generaldirektor für Propaganda, sowie Leiter von Radio Nacional ab 1941. Román Escohotado gewann Auszeichnungen für Journalismus (mitunter den Mariano de Cavia) und war Presseattache in Brasilien von 1946 bis 1956.

Antonio Escohotado sagte folgendes über sein Interesse am Wissen während dieser Zeit: 
Bereits sehr früh interessierte ich mich für die scheinbar weniger unterhaltsamen Bücher aus der Büchersammlung meiner Familie. Seit meiner Kindheit bewahre ich ein Heft auf, das den pompösen Titel "Philosophie des Abendlandes" trägt, in dem ich Fragmente aus dem gleichnamigen Werk von Bertrand Russell mit einem kindischen Ernst übertrug. Die zehn Jahre, die wir in Rio lebten, waren fast vorüber. 
Als die Familie nach Spanien zurückkehrte, erlebte Escohotado den einschneidenden Kontrast zwischen dem tropischen Paradies aus seiner Kindheit und der grauen und strengen Gesellschaft unter dem Nationalkatholizismus, der seinen rebellischen Geist weckte, der vom Autoritarismus und der sexuellen Repression noch verstärkt wurde.

Er fand frühzeitig zu seiner Berufung, sich dem Wissen zu widmen, und entschied sich Philosophie zu studieren. Der herrschende Status quo der Fakultät enttäuschte ihn jedoch und darauf folgte er dem Ratschlag seines Vaters, einen Karriereweg einzuschlagen, der bessere berufliche Möglichkeiten bietet: 
Mir war klar, dass ich Philosophie studieren würde, gleichzeitig erschien mir der Ratschlag meines Vaters sinnvoll, etwas zu studieren, dass mir später mehr berufliche Chancen ermöglichen würde - wie etwa Jura - so begann ich zwar mit beiden, aber letztendlich schloss ich nur mein Jurastudium ab, aus Enttäuschung über den damaligen Lehrkörper im Bereich Philosophie, der aus Neoscholastikern, Neopositivisten und Neomarxisten bestand, die alle aneinander vorbeiredeten.
Obwohl er beinahe über die gesamten zwei Sommer hinweg nur im Karzer saß, in den ihn die studentische Miliz stecken ließ, weil er „das Zelt für einen Seminarraum über Marxismus und Gehorsamsverweigerung missbrauchte“, hielt ihn seine fehlende militärische Gesinnung nicht davon ab, Schritte einzuleiten, um sich dem Vietcong im Krieg gegen die USA anzuschließen. Eine chronische Hepatitis ermöglichte ihm seinen Militärdienst zu verkürzen und zwang ihn dazu, über seine Zukunft nachzudenken. Daraufhin entschloss er sich dazu auf Staatsprüfungen, die mit seinen linken Überzeugungen vereinbar waren, vorzubereiten. Die diplomatische Laufbahn schied somit aus, wobei er dafür von Natur aus geeignet gewesen wäre, aufgrund des Vorbilds seines Vaters und seiner eigenen Bildung im Bereich Sprachen und allgemeiner Kultur. So trat er schließlich 1964 in das Instituto de Crédito Oficial (ICO) ein und managte dort in einer Zeit der wirtschaftlichen Prosperität fünf Jahre lang den Bereich Unternehmensfusion- und konsolidierung. Dieser Posten ließ sich mit seiner Rolle als Fakultätsassistent für Rechtswissenschaften und Politik auf der Complutense Universität Madrid vereinbaren. Zusätzlich organisierte er ein Seminar über Kant und Hegel auf der Autonomen Universität Madrid (UAM) sowie eine Vorlesung über Psychoanalyse auf der nicht mehr existierenden Schule der Anthropologie.
Zu dieser Zeit begann er damit, Arbeiten zu veröffentlichen und Klassen, sowie Seminare an den Politik- und Philosophiefakultäten abzuhalten, wo er Beziehungen zu Kollegen wie Carlos Moya, Eugenio Trías, Felipe Martínez Marzoa entwickelte und jüngere Autoren, wie Fernando Savater, Félix de Azúa und Javier Echeverría kennenlernte. Auf die ein oder andere Art durch die Welt verbunden, die der Pariser Mai und Woodstock ankündigten, die auch als Nährboden für besonders anarchische Strömungen, wie die eines Agustín García Calvo dienten, formten sie alle Teil eines improvisierten „Stammes“, dessen vernünftiger Sektor weiterhin sich den Studien widmete, während ein radikalisierterer Flügel den Terrorismus für sich wiederentdeckte und andere, wie Escohotado, sich wiederum entschieden ein Leben fern des Konsumismus zu führen, sowie nebenher auch die sogenannte sexuelle Revolution der 70er Jahre willkommen zu heißen.

### Erste Veröffentlichungen
Escohotado konnte mit der Hilfe von José Ortega Spottorno, der gerade den von seinem Vater José Ortega y Gasset gegründeten Verlag Revista de Occidente wieder ins Leben rief, sowie die gleichnamige Zeitschrift, ebenfalls von Ortega y Gasset gegründet, neu auflegte, seinen Artikel Alucinógenos y mundo habitual veröffentlichen. Dies war sein erster Versuch in diesem Gebiet, er enthält die Beschreibungen von Michaux und Huxley als unmittelbarste Referenzen. Bald darauf führten ihn seine Reflexionen zu diesem Thema dazu, sich an Selbstversuche zu wagen, die ihn einige Jahrzehnte später dazu veranlassten, die erste kulturelle Geschichte der Drogen, sowie eine Phänomenologie der wesentlichen psychoaktiven Substanzen zu verfassen. In diesen ersten Veröffentlichungen kombiniert Escohotado jegliche der behandelten Themen mit seiner damaligen philosophischen Passion, dem Studium der Werke Hegels und Freuds, zwei Autoren die zu ständigen Begleitern werden würden.
Sein Professor in Rechtsphilosophie und späterer Leiter seiner Abschlussarbeit, Luis Legaz Lacambra, Übersetzer von Webers Die protestantische Ethik und der Geist des Kapitalismus und Schüler von Kelsen, war erstaunt, als Escohotado ihm die akademische Arbeit vier Monate vor Ende des Studiums einreichte. Professor Legaz nahm sich ein paar Tage, um die Arbeit zu lesen und schlug dem Doktoranden lediglich vor, ein Kapitel über das moralische Gesetz und das positive Gesetz bei Kant beizufügen.

Von diesem Charakter ist auch seine Doktorarbeit geprägt, La filosofía moral del joven Hegel, die, als er sie 1970 vorlegt, einem Prüfungskommitee sauer aufstößt, sie sei „eine Rechtfertigung des Lehrmeisters von Marx, der noch dazu ein Protestant war“. Mehrmals kam es dazu, dass das benötigte Quorum, um die Arbeit zu bewerten, nicht zustande kam. Im Spanien jener Zeit, führte der Inhalt der Einleitung bei manchen noch zu Empörung: 
Begriff aus dem zu machen, was im Alten und Neuen Testament nur als Vorstellung erscheint. Für die Vorstellung ist zum Beispiel die göttliche Natur Jesu gesichert durch Wunder und Dogmen, während sein Begriff mehr darauf hindeutet, dass das göttliche und das menschliche untrennbar zusammengehören, und genau das legt den Grundstein für die Forderung nach uneingeschränkter Achtung zwischen den Menschen, letztendlich den „Menschenrechten.“
Als die Arbeit unter dem Titel La conciencia infeliz. Ensayo sobre la filosofía de la religión de Hegel (Revista de Occidente, 1972) veröffentlicht wurde, folgte auf den kleinen akademischen Aufruhr die Indizierung des Buches, es wurde auf der Liste ketzerischer Texte aufgeführt, zeitgleich verlieh Nueva Crítica dem Werk eine Auszeichnung, die jedoch nicht lange währte. Vierzig Jahre später, beim Zusammenfassen seiner Untersuchungen, hält Escohotado fest: „Eine Unterscheidung zwischen Geist und positiver Religion. Indem Ausdruck der Kluft zwischen Leben und seinem Fossil, wäre das Christentum die Realität in Form von Fantasie und umgekehrt, die von sich entfremdete Wahrheit. Das war meine erste Berührung mit der Abweichung, die zwischen Absicht und Ergebnis herrscht.“
Die akademischen Fesseln führten dazu, dass das nachher geschriebene Marcuse, utopía y razón (Alianza Editorial, 1968), dessen Thema die Untersuchung der Kompatibilität Marx’ mit Hegel und Freud war, vorgeschlagen von einem der Gründer der Frankfurter Schule, eine Synthese, die zu diesem Zeitpunkt sehr vielversprechend erschien, noch vor der Dissertationsarbeit veröffentlicht wurde. Escohotado analysierte die von Marcuse angenommenen Voraussetzungen. Als erstes konzentrierte er sich auf Freud, der „in eine Zwangsjacke gesteckt wurde, was für den damaligen Marxismus typisch war, diese bestand aus einer Strukturidentität zwischen Entfremdung und Unterdrückung, die bei genauerer Betrachtung nicht aufrechterhalten werden konnte.“ Der zweite Autor war Hegel, bei dem „das Wesentliche seiner Methode vergessen wurde, die Dialektik, die nicht im <beurteilen>, sondern im <darlegen> gründet.“ Die Schlussfolgerung lautete: „Es war bequem, den Leninismus als einen Verrat am Marxismus darzustellen, aber es war eine rein romantische These, davon auszugehen, dass die Gesellschaft, die auf dem Handel basiert, sich abschaffen ließe, ohne dabei auf Mittel wie Einheitspartei, Zensur und anderen Arten der Gewalt zurückzugreifen.“ Das Buch beunruhigte gewisse Sektoren des Marxismus in Spanien, die der Schrift eine „revisionistische“ Auslegung zuschrieben und es löste sogar eine kurzzeitige Kontroverse mit Gonzalo Fernández de la Mora aus, einem der relevantesten Intellektuellen zur damaligen Zeit. Nichtsdestotrotz erhielt es eine Handvoll positiver Kritiken.
Es handelte sich um eine der ersten, wenn nicht sogar die erste Monographie über die Frankfurter Schule in Spanien und wurde zum ersten Verkaufserfolg Escohotados. Die Auflage war nach nicht einmal einem Monat ausverkauft, nicht zuletzt vielleicht auch dank den Graffiti, zu denen halb Europa zu jener Zeit aufwachte, wie zum Beispiel: „Marx, Mao und Marcuse.“ Der Autor entschied sich jedoch gegen eine Neuauflage, da es seiner Meinung nach übereilt geschrieben und „reiner Ausdruck eines Selbstherrlichkeitssyndroms“ war. Nach diesen ersten Veröffentlichungen löste sich Escohotado immer mehr von utopischen Haltungen los.

### Ibiza und Metaphysik

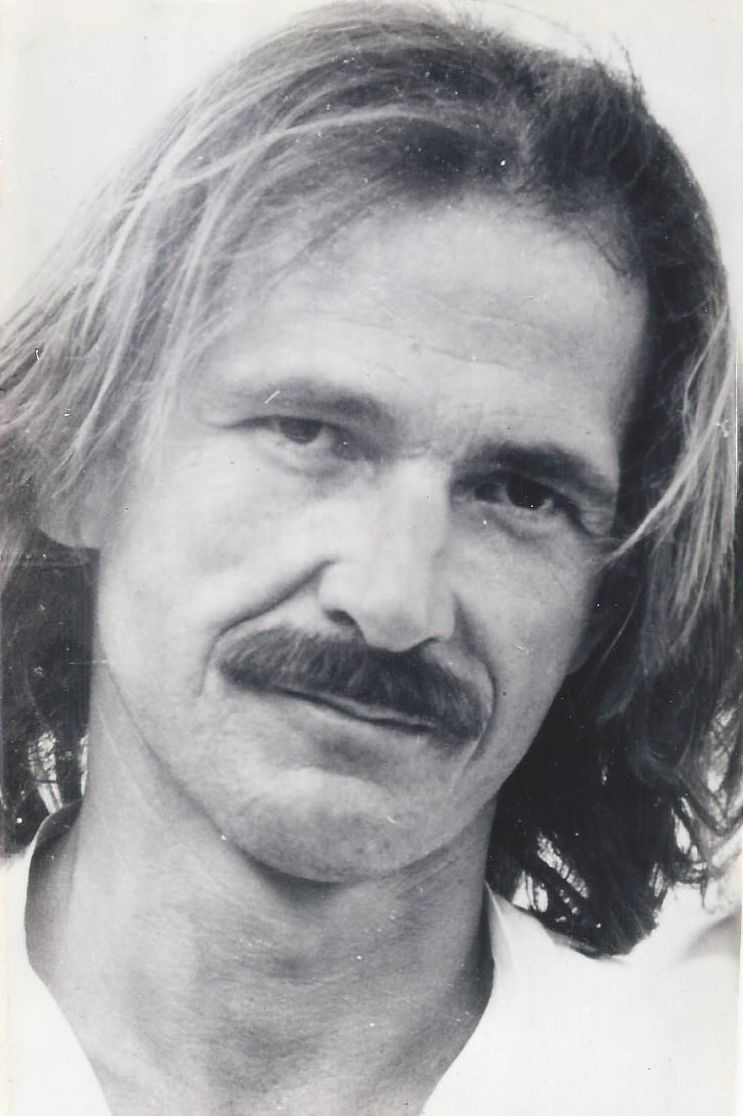
Escohotado auf Ibiza (1976)

Nachdem er von seiner Tätigkeit als Beamter beurlaubt wurde, die anfangs nicht länger als zwei Jahre vorgesehen war, entschied sich Escohotado im Jahr 1970 dazu, ein von Schlichtheit geprägtes Dasein, frei von herkömmlichen Konventionen, zu führen, das er durch seine Tätigkeit als Übersetzer finanzieren würde.
Seine Erfahrungen mit visionären Substanzen, wie LSD, sowie sein unermüdliches Studium, waren die beiden Momente, die ihn dazu bewegten, seine eigene metaphysische Abhandlung zu verfassen. Der erste Teil dieses Vorhabens beinhaltete die Überarbeitung der vorsokratischen philosophischen Schriften. In De physis a polis. La evolución del pensamiento griego desde Tales a Sócrates (Anagrama, 1975) unternimmt er den Versuch die verstreuten Fragmente der Vorsokratiker zu ordnen. Die Resultate sind, was den verlorenen Teil des Werkes Heraklits angeht umstritten, der Stil gewinnt jedoch an Fluss und Präzision im Ausdruck.
Der Prolog enthält ironische Passagen über die Rolle des „Fachexperten“, dessen Arbeit zu neunzig Prozent daraus besteht, Bemerkungen über die Funde seiner Kollegen zu schreiben und entweder gar nicht oder nur minimal sich mit dem eigentlichen Werk befasst. Ironisch ist auch der Epilog über den französischen Postmodernismus, der zur damaligen Zeit gerade aufkeimte, beispielsweise über die These des „presokratischen Artifizialismus“, die von Clément Rosset aufgestellt wurde, welche ihren Daseinszweck im épater le bourgeois („die Bourgeouisie“ verblüffen; urspr. Dekadenzdichtung im 19. Jahrhundert) sah. Ebenso wie der Experte, der sich dazu entschloss in jedem Fall von sich selbst zu sprechen, war auch bei den Postmodernen dasselbe zu beobachten, indem sie Intellektuelle wie Lacan, Deleuze oder Althusser nachahmten, die sich, laut Escohotado, vor allem damit beschäftigten, ihre nichtssagenden Inhalte mit einem Jargon auszuschmücken, der die Regeln der Grammatik zu verzerren als Start- und Endpunkt sieht und daraus ein Mysterium macht.

### Realidad y substancia
Der zweite Teil des metaphysischen Unterfangens sollte das Werk Realidad y substancia (Taurus, 1985) werden. De physis a polis endete mit der gleichzeitigen Entstehung der physischen Welt als Kosmos, der sich vom Einfluss der Magie loslöste und der Geburt der Demokratie, als der auf bürgerlichen Freiheiten beruhenden Ordnung. Realidad y substancia beginnt mit der physischen Welt als „Einheit der Unterscheidung zwischen Sein und Denken“, wobei die Aufgabe des Philosophen darin besteht, „vom Sein zum Werden“ durch Untersuchung der Arten des Handelns zu gelangen.

Die klassische metaphysische oder ontologische Abhandlung, die darin besteht die grundlegenden Kategorien der Sprache zu definieren, um dann die Folgekategorien zu erschließen und diese folglich von der ersten bis zur letzten zu verbinden, war zu diesem Zeitpunkt bereits in Vergessenheit geraten und von vielen mittlerweile als obsolet angesehen. Hierzu Escohotado: 
[…] umkehren der hegelschen Logik, vom Subjekt zum Objekt zurückkehren, von der Idee zur Natur. Dieses Gerüst, dessen Grundsteine in der Antike gelegt wurden, ist rein daran interessiert die Symmetrie wiederherzustellen […] um das Monopol eines substanzlosen Bewusstseins und der Wirklichkeitsferne zu verhindern, die sich weiterhin den Ursprung der Dinge zu eigen machen; die Zeit in der Objektivität einzuführen, sie von jener Objektivität, die vom Subjekt zu einer trägen Masse verkommen ist, in der Vergangenheit und Zukunft austauschbar sind, zu unterscheiden […] um somit gleichzeitig das vom Idealismus bejahte und das von ihm verneinte zu bekräftigen. 
Einstein sah, als er 1944 Bertrand Russells An Inquiry into Meaning and Truth kommentierte, in diesem Werk „eine verheerende Angst vor der Metaphysik […] insbesondere befriedigt es mich festzustellen, dass im letzten Kapitel die Unmöglichkeit ohne sie auszukommen, anerkannt wird. Mein Vorwurf bezieht sich in dieser Hinsicht lediglich auf das intellektuelle Unbehagen, das ich zwischen den Zeilen verspüre.“ Diese Perspektive veranlasst Escohotado dazu, zwei ausführliche Anhänge über Positivismus und empirische Logik zu verfassen, die die Metaphysik zu Grabe tragen und als Wächter einer korporativen Orthodoxie fungieren, welche „dem Verstand eine untergeordnete Rolle zuschreiben.“ Seiner Meinung nach haben beide „eine pseudoempirische Einstellung gemeinsam, welche sich nicht einmal die Beziehung zwischen Sein und Denken vorstellt, ihr Leitprinzip ist die Wissenschaft in eine neue Institution, die im selben Maße, religiös, dogmatisch und sektarisch motiviert ist, zu verwandeln.“
Als er sich schließlich dem Studium komplexer Phänomene zuwendete, sah er in den zwölf Jahren, die er damit verbrachte „die Poesie in Prosaform, die Metaphysik genannt wird, zu verfeinern“ eine „anachronistische Sturheit“, die a posteriori einzig damit gerechtfertigt werden konnte, indem er sich dadurch mit „dieser Handvoll Wörtern - Wesenheit, Existenz, Materie, Ursprung, Zufall … - in denen die Bedeutung aller anderen Wörter ruht“, vertraut machte, für ihn unabdingbare Voraussetzung um für sich selbst denken zu können.

### Amnesia, Rameras y esposas und Anklagebeschluss
Von 1970 bis 1983 übersetzte Escohotado etwas mehr als vierzig Bücher für verschiedene Verleger, darunter die einzige umfangreiche Anthologie von Thomas Jefferson, Hobbes’ Leviathan, die Philosophiae Naturalis Principia Mathematica von Newton, sowie eine Kollektion wissenschaftlicher Essays von Isaac Asimov, unter dem Titel La tragedia de la Luna. Als er 1976 die Erbschaft seiner Mutter erhält, sein Vater war bereits verstorben, beschließt er, ein riesiges altes Bauernhaus in einen „Stammestreffpunkt“ zu verwandeln. Mit einigen Instrumenten ausgestattet, um Live-Musik machen zu können, findet der Ort bald Anklang. Später sollte daraus einmal Amnesia werden, eine der bekanntesten und größten Diskotheken der Welt.
Wenig später veröffentlicht er Historias de familia, cuatro mitos sobre sexo y deber (Anagrama, 1978), sein erster anthropologischer Essay. Das Werk vergleicht die von Maria und Josef vorgelebte Ehe mit den Ehen von Gilgamesh und Ishtar, Zeus und Hera, sowie Herkules und Deïaneira. Diese aus dem Bewusstsein der Antike entsprungenen zeitlosen Figuren offenbaren sich für Escohotado in der grundlegenden Spannung zwischen den zwei Polen der archaischen Familie: Der Patriarch, der seine Nachkommenschaft auffrisst und die Matriarchin, die sich gegen ihn verschwört, um aus ihm einen Eunuchen im Dienste ihrer Söhne zu machen. Die Neuauflage des Buches war eine ausführliche Erweiterung des Originals, unter dem Titel Rameras y esposas (Anagrama, 1993). Der Essay überrascht vor allem mit den Erzählungen der apokryphen Evangelien über die Kindheit und Jugend Jesu, der als Despot mit magischen Kräften dargestellt wird, die er dazu verwendet, anderen seinen Willen aufzudrücken. Parallel wird jedoch auch von der rituellen Prostitution in Mesopotamien berichtet, bei der von den Jungfrauen verlangt wurde, auf der Freitreppe des Tempels zu verharren und den ersten Mann, der ihnen ein Geldstück in die Hand legte, zu begleiten. Auch der Konflikt der im alten Rom für Frauen zwischen Sittsamkeit und Freiheit herrschte, findet Erwähnung. Nur den eingetragenen Prostituierten war es erlaubt den Status der Mündigkeit zu erreichen, alle anderen oblagen von der Wiege bis zum Grab der Aufsicht eines Mannes und wurden als unmündig angesehen. Der letzte Teil des Buches befasst sich mit dem antiken Familienrecht, worauf ein sehr umstrittener Epilog über die feministische Bewegung folgt.
Die Gründung von Amnesia führte zu den ersten Reibungen mit der örtlichen Polizei, die darin gipfelten, dass 1983 gegen Escohotado ein Strafverfahren wegen Beteiligung am Handel mit Kokain eingeleitet wurde. Zusätzlich wurde er beschuldigt Oberhaupt der „Hippie Mafia“ zu sein, bei der er, unter dem Deckmantel seines Dozenten- und Schriftstellerdaseins, die Strippen ziehe. Seit 1980 fungierte Escohotado als Lehrbeauftragter in Teilzeit auf der UNED. „Der Ethikprofessor verkauft harte Drogen“, schrieb damals die Zeitung Diario 16. Der Skandal nahm an Fahrt auf, als die Zeitung El País zwei Tage später eine Kolumne von Escohotado veröffentlichte. Opfer eines entrapment (verdeckte Operation), wobei er Teilnehmer an einer Transaktion wurde, bei der sowohl die Käufer, wie die Verkäufer Polizisten waren, verbrachte er drei Monate in Untersuchungshaft, in denen er eine Zelle mit einem von Interpol wegen Erpressung und drei Morden gesuchten Mitglied der korsischen Mafia teilte. Dieses Kapitel bewegte Escohotado schließlich dazu, die Insel für immer hinter sich zu lassen.
Fünf Jahre später fand die Hauptverhandlung des Prozesses statt, bei der er schließlich wegen „Drogenhandel im Stadium des objektiv unmöglichen Versuchs“ verurteilt wurde. Dieser Tatbestand im Strafgesetzbuch wurde kurze Zeit später in der spanischen Rechtsprechungslehre mit dem der herbeigeführten Straftat ersetzt. Anstatt das Urteil anzufechten, entscheidet er sich dazu einen „zwar bescheidenen, aber bezahlten Urlaub“ von einem Jahr im Gefängnis von Cuenca zu verbringen. Dort ließ er sich in Einzelhaft verlegen, damit er beim arbeiten nicht gestört werde. Essen und Briefe nimmt er durch einen Schlitz in der Tür entgegen.

### Lehrtätigkeit, Forschung und Kontroversen

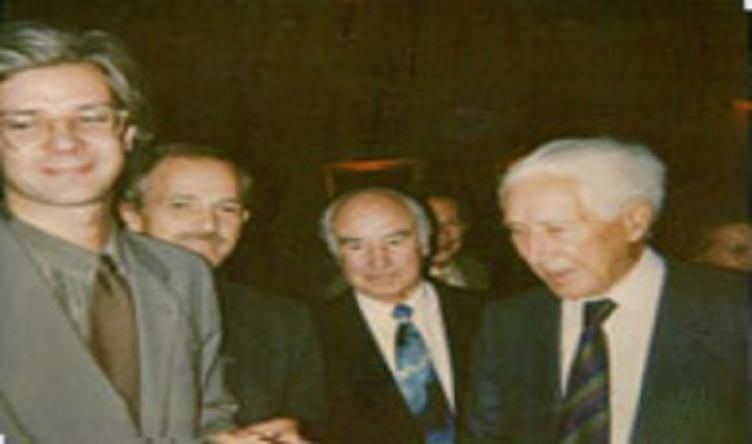
Von links nach rechts: Jacobo Siruela, Antonio Escohotado, Albert Hofmann und Ernst Jünger bei einem Besuch im Liria-Palast (1992).

Die fünf Jahre, die zwischen seinem Strafverfolgungsverfahren und seinem Gefängnisaufenthalt liegen, waren mit großem Abstand die schaffensreichsten im Leben von Escohotado. In dieser Zeit veröffentlicht er praktisch ein Buch pro Jahr, schreibt parallel monatliche Kolumnen in El País, während seine mediale Präsenz sprunghaft ansteigt, ausgelöst durch das enorme Zuschauerinteresse bei seiner ersten TV-Debatte mit dem damaligen Leiter der Nationalen Rauschgiftbrigade José María Mato Reboredo, in der Sendung La Clave (moderiert von José Luis Balbín). Escohotado veranstaltet zwei Lehrveranstaltungen über Pharmakologie und zivilen Ungehorsam, Referenten sind dabei unter anderem Albert Hofmann, Thomas Szasz und Alexander Shulgin. Bei diesen Vorträgen werden die höchsten Teilnehmerzahlen in den Sommerlehrgängen erreicht. In Spanien wurden daraufhin eine ganze Reihe von Prohibitionsdebatten im Fernsehen gehalten. Zur gleichen Zeit besteht Escohotado mit Mühe und Not den Eignungstest für eine ordentliche Professur und wird zum Professor für Philosophie und Methodologie der Sozialwissenschaften auf der erst vor kurzem erschaffenen Fakultät für Politikwissenschaft und Soziologie auf der UNED, wo er bis zu seiner Pensionierung tätig bleibt. Nach der Veröffentlichung von Historia general de las drogas, ein Werk, das Trotz eines Umfangs von 1500 Seiten auf eine außergewöhnliche Resonanz sowohl in der Fachwelt als auch beim Publikum stieß, attestiert man ihm „eine Heerschar an Anhängern und zwei oder drei Widersacher.“
Das erste Werk aus dieser Zeit ist Majestades, crímenes y víctimas (Anagrama, 1987), ein Essay über Rechtssoziologie, der eine Vielzahl an auf den ersten Blick sehr unterschiedlichen Vergehen beinhaltet – illegale Propaganda, Homosexualität, Apostasie, Euthanasie, Blasphemie, Prostitution, Magie, pharmakologische Idiosynkrasie, Pornografie, Verhütung, Aufruhr, Steuerbetrug, öffentlicher Skandal, Dienstverweigerung aus Gewissensgründen und Offenlegung von Staatsgeheimnissen – deren gemeinsamer Nenner das „Aufheben der Grenze zwischen Moral und Recht ist, mit unvermeidbaren korrumpierenden Auswirkungen auf beide Bereiche.“ Nach der Analyse von verschiedenen Beispielen all dieser Delikte, kommt Escohotado zu dem Schluss, dass die Bestrafung zwischen Erwachsenen vereinbarter Dienstleistungen ebenso wie die strafrechtliche Verfolgung von öffentlich geäußerten verbotenen Gedanken, keine tatsächlichen, sondern lediglich mutmaßliche Opfer schaffen. Das Unrecht trifft dabei kein Wesen aus Fleisch und Blut, sondern eine auctoritas religiösen Ursprungs, die von sich aus den Status einer verletzten Partei reklamiert, obwohl sie keine Rolle dabei spielte. All diese Muster leitet er ab aus dem „archaischen Unrecht par excellence, die laesae maiestatis, eine Herausforderung der Macht des Prinzen, die in den säkularisierten Gesellschaften durch andere Mächte ersetzt wurde, hier und da von einem wissenschaftlichen Anstrich getarnt, so wie die von Thomas Szasz beschriebene Pharmakratie.“
Für Escohotado ist die Freiheit mit solchen Delikten unvereinbar, die keine realen Opfer haben und einzig in der symbolischen Infragestellung der Autorität bestehen, denn „jedes Verbrechen laesae maiestatis, wird letztendlich zu einem Verbrechen laesae humanitatis, Ausdruck der Trägheit einer sklavischen Gesellschaft, die von einer militärisch-klerikalen Herrschaft bestimmt werden.“ Diese Analyse weckte bei Kriminologen, Anwälten und Richtern Interesse und im April 1989, zwei Jahre nachdem Erscheinen des Essays, kam es zum ersten Mal zu einem Freispruch in einem Fall von provoziertem Straftatbestand. Seitdem widerstrebt sich die spanische Justiz Moral und Recht zu vermischen und beinahe alle Delikte der Majestätsbeleidigung – angefangen bei der Blasphemie – haben ihre rechtliche Gültigkeit verloren. Escohotado wies weiterhin auf den rechtlichen Status der Euthanasie hin (Beleidigung der göttlichen Vorsehung) und noch mehr auf den des Delikts der Beihilfe zum Suizid (Beleidigung der medizinischen Autorität). Infolge seiner Publikation veröffentlichte der Soziologe Emilio Lamo de Espinosa im Jahre 1993 ein bemerkenswertes Werk mit dem Titel Delitos sind víctimas: orden social y ambivalencia moral (Verbrechen ohne Opfer: Soziale Ordnung und moralische Ambivalenz).

### Die letzten Jahre

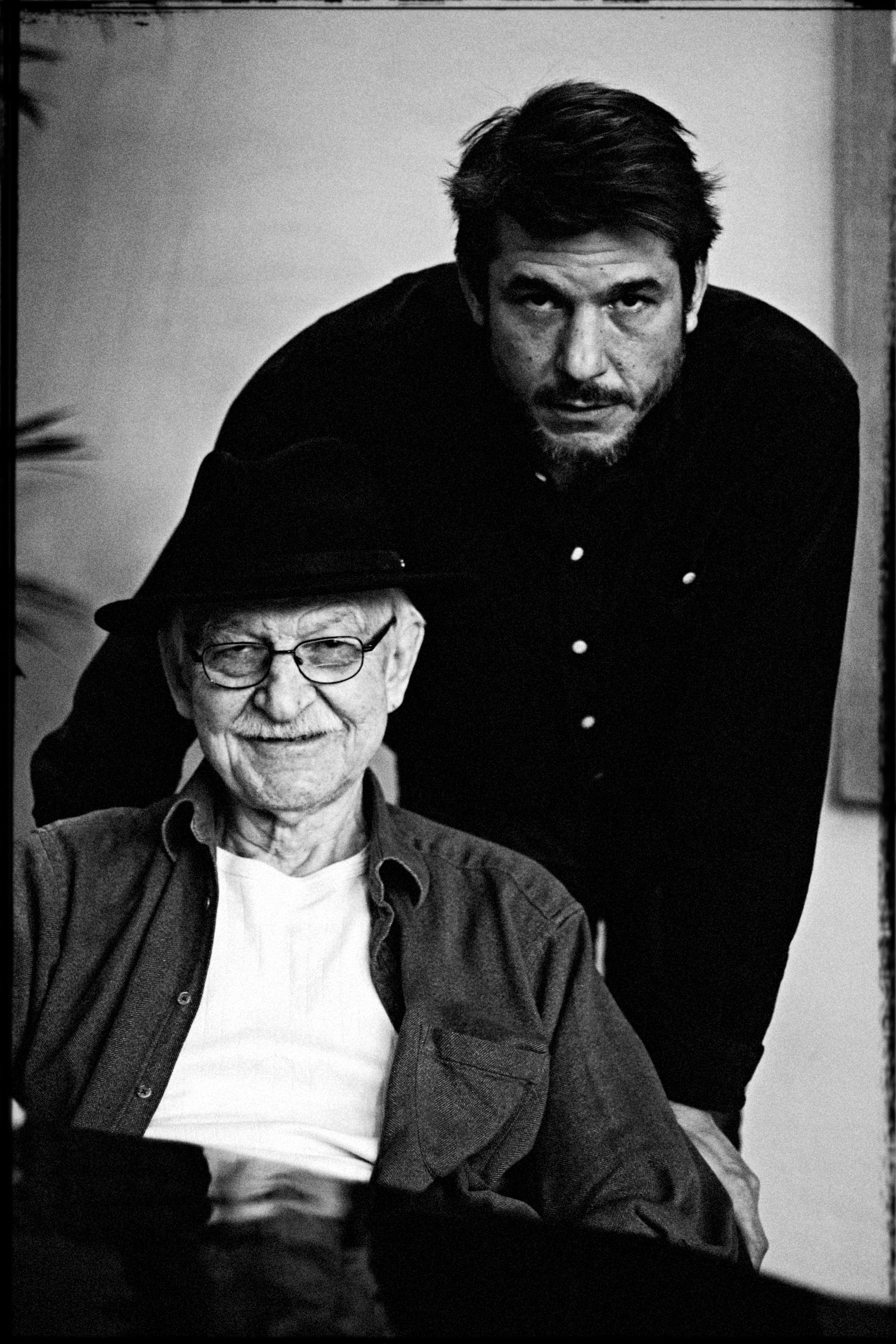
Mit seinem Sohn Jorge bei einem Interview über das Verlagsprojekt La Emboscadura (2018).

Am Ende des Jahres 2017 trifft Escohotado die Entscheidung, den Verlag La Emboscadura (spanische Übersetzung von Jüngers Essay Der Waldgang) gemeinsam mit seinem Sohn Jorge zu gründen. In diesem Verlag sollen überarbeitete Editionen und digitalisierte Versionen seiner Werke erscheinen. Während dieser Zeit erstellt er auch einen Kanal auf YouTube, der zu seinen Lebzeiten 125.000 Abonnenten zählte. Außerdem veröffentlichte er den letzten Band der Trilogie Los enemigos del comercio (Espasa, 2017), sowie seine letzten beiden Bücher Mi Ibiza privada (Espasa, 2019) und La forja de la gloria (Espasa, 2021). Ende 2019 verlässt er sein Zuhause in Galapagar, um auf den Pityusen die letzten Jahre seines Lebens zu verbringen. Der Journalist Ricardo F. Colmenero veröffentlichte damals ein Buch (Los penúltimos dias de Escohotado, La Esfera de los Libros, 2021) bestehend aus aufgezeichneten Gesprächen zwischen dem Philosophen und ihm. Unter anderem bekannte Escohotado in den Unterhaltungen offen, nach Ibiza zurückgekehrt zu sein, um dort seinem Tod entgegenzusehen.
Am frühen Morgen des 21. Novembers 2021 verstarb Antonio Escohotado mit 80 Jahren nach multiplem Organversagen auf Ibiza. Nach seinem Tod bekundeten zahlreiche Persönlichkeiten aus Kultur und Politik ihr Beileid und drückten ihre Anerkennung für seine Person aus. Am 29. November desselben Jahres verabschiedete der Stadtrat von Madrid einstimmig den Beschluss, eine Statue zu Ehren des Gelehrten in der Ciudad Universitaria in Madrid zu errichten.

## Werk

### Historia general de las drogas (Allgemeine Geschichte der Drogen)

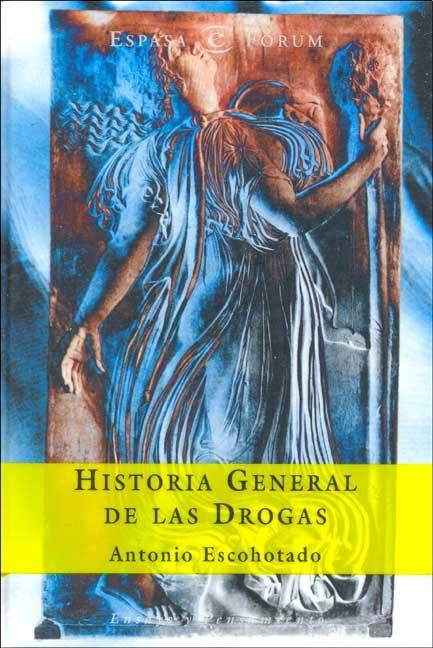
Originalcover der illustrierten Ausgabe von Historia general de las drogas (1998).

Indem er – in seinen eigenen Worten – auf eine „pharmakologische Aufklärung“ setzte, die dieses Feld als einen weiteren Gegenstand der Erkenntnis begreift und in der die Quintessenz der Gefahr in der Unwissenheit liege, verfasste Escohotado eine Chronik, die zum Ziel hatte, dieses Thema akribisch zu dokumentieren:
[…] Mutmaßungen und Hypothesen - was würde passieren, wenn diese oder jene Droge anders eingestuft werden würde - auf der Grundlage einer langen Liste von Beispielen was dann passiert ist und wann es passiert ist. Es lässt sich sagen, dass beinahe kein einziges Psychopharmakon nicht gleichzeitig als Wundermittel und als Teufelstrank angesehen wurde, abhängig von den Umständen der Zeit, darunter Xenophobie, politische, wirtschaftliche und theologische Interessen. Der Konkurrenzkampf zwischen den heidnischen Ritualen und den christlichen Ritualen der Messe, zum Beispiel, trug maßgeblich dazu bei, die Hexenverfolgungen in Europa und Amerika einzuläuten.
Er nennt eine Vielzahl an Beispielen: Der Wein löste in der griechisch-römischen Welt Panikzustände aus, schwerwiegende Verbote waren die Folge; das Trinken von Kaffee wurde in Russland und Ägypten mit Verstümmelung und dem Tode am Strang bestraft, genauso wurde in Persien der Konsum von Tabak bestraft; der Vatikan sah im paraguayischen Mate ein satanisches Medium… Die Einzelheiten der Reaktionen in chronologischer Reihenfolge zu ordnen öffnete somit ein Fenster, welches der allgemeinen Geschichte bis dahin verschlossen blieb.
Die vielleicht herausragendste Auffassung des Werkes taucht im ersten Kapitel auf - „Magia, farmacia y religión“ - hier zieht der Autor Schlüsse aus der Analogie zwischen phármakon - φάρμακον (Droge, Arznei) und pharmakós - φαρμακός (Sündenbock), zwei Begriffen aus dem griechischen, die ihren Ursprung im indoeuropäischen Wort pharmak haben. Er sieht in ihnen zwei unterschiedliche Arten der Opferung, die den Kern aller Riten der Schuldaustreibung darstellt. Die erste, im Sinne von mystischen Banketten oder Kommunionen, repräsentiert den formellen Weg zur Sühne, indem die Opferung durch die gemeinsame Einnahme einer Substanz stattfindet, welche den Geist der Anwesenden transformiert und so als innerliche Erfahrung der Gottheit wahrgenommen wird. Die zweite basiert auf der physischen Übertragung des bösen / unreinen, bei ihr werden Tiere oder Menschen geopfert, um die Gottheit zu besänftigen oder zufriedenzustellen, sie ist letzten Endes der Ursprung aller folgenden Arten von „Kreuzzügen“ der gesellschaftlichen Säuberung.

Ein weiterer Aspekt bildet die Wiederentdeckung des Geistes der sobria ebrietas, der beispielhaft durch den Sokrates aus einigen der platonischen Dialoge verkörpert wird und der mit dem liberalen Geist seit dem 18. Jahrhundert wieder zum Vorschein kam. Escohotado dokumentiert bis zu welchem Punkt die Palette an psychoaktiven Substanzen nicht nur als Mittel zur Erweiterung der Intuition und der Introspektion ihren Gebrauch fand, sondern auch zur Steigerung der Selbstkontrolle und der Arbeitsleistung in Anspruch genommen wurde. Zahlreiche berühmte Persönlichkeiten - darunter Goethe, Goya, Wagner, Bismarck und Freud -nahmen sich an Kaiser Marcus Aurelius, der auf Rat seines Arztes Galenos regelmäßig einen opiumhaltigen Theriak zu sich nahm, ein Beispiel, und konsumierten selbst regelmäßig selbige Droge. Hierbei ist ein anschaulicher Kontrast zu beobachten, zwischen der nach der Prohibition entstandenen Figur des Junkies, welche genau die gleiche Substanz oder Derivate derselbigen als Vorwand verwendet, um sich selbst als hoffnungsloses Wrack darzustellen. In der Einleitung steht: 
Um dem Titel des Buches gerecht zu werden, bedurfte es der Verbindung von sehr verschiedenen Disziplinen, genauso wie ein weit verstreutes Datenmaterial zusammenzutragen, denn nur weil das Thema Drogen bisher noch nicht auf diese Weise behandelt wurde, ist es dennoch ein bedeutender Teil der Religions- und Medizingeschichte, das von heute auf morgen, wie die Sexualität Ende des 19. Jahrhunderts, zu einer enorm brisanten Thematik wurde. Nach Jahrtausenden der Verwendung als Genussmittel, therapeutische Medizin und zu Zwecken religiöser Zeremonien, wurden die Psychopharmaka zu einem herausragenden technowissenschaftlichen Unterfangen: Erst irritierten sie den nordamerikanischen Puritanismus, moralisierten schließlich das Rechtssystem des gesamten Planeten – während sie die Wirtschaft herausforderten und die Kunst verführten.
 Eine der ersten Rezessionen erschien in der literarischen Beilage von El País, verfasst von Fernando Savater: 
Eine neue Phänomenologie des Bewusstseins […] Ein in der Weltliteratur einzigartiges Buch, sowohl in Umfang und Komplexität des Vorhabens, als auch in seiner gedanklichen Tiefe.
 Seitdem entwickelte sich Escohotados Buch zu einem Standardwerk auf diesem Gebiet und wurde kurz darauf, basierend auf einer gekürzten Fassung, in mehrere Sprachen übersetzt. Von der positiven Resonanz angetrieben, fügte Escohotado dem Werk einen dem Selbstversuch gewidmeten Anhang bei: Aprendiendo de las drogas: usos y abusos, prejuicios y desafíos, mit dem er ein neues Genre begründete, das der „praktischen Theorie psychoaktiver Substanzen.“ Dies setzte voraus, die entsprechenden Substanzen an sich selbst probiert zu haben, knapp einhundert finden Erwähnung und die am häufigsten konsumierten – sowohl auf dem legalen als auch auf dem illegalen Markt – werden mit besonderer Genauigkeit analysiert: darunter Alkohol, Kaffee, Heroin, Hanf, Äther, Benzodiazepine, Kokain, LSD, Ketamin oder MDMA.

Er erforscht die Drogen als Weg zur Selbsterkenntnis, zur Entwicklung der Persönlichkeit, zum Dialog oder bloß zur Unterhaltung:
Was Drogen auslösen sind chemische Veränderungen, die auch durch Einsamkeit, Stille, Abstinenz, Schmerz und Angst hervorgerufen werden können. Chemisch gesehen kann man eine Person, die von der Wirkung einer Droge beeinflusst wird nicht von einer Person unterscheiden, die beispielsweise von der Wirkung von Yoga beeinflusst wird. Wir sind, wenn man es rein chemisch betrachtet, nichts weiter als ein Gefüge von Reaktionen. In der Gesellschaft heißt es jedoch oft, dass selbst wenn wir chemisch nicht unterscheidbar sind, der eine auf dem guten Weg sein Ziel erreicht hat, während der andere eine verbotene Abkürzung genommen hat.

Das Gebot „Erkenne dich selbst“ zu vertiefen, folgt dem sokratischen Prinzip, dem Prinzip der Ethik. Das ist der Initiationsritus in den fortgeschrittenen Gesellschaften des Westens seit Beginn des 21. Jahrhunderts. In der Praxis lässt sich erkennen, ob jemand guten oder schlechten Geschmack hat, ob er sich beherrschen kann oder nicht, ob hinter seinem gebildeten Auftreten ein autoritäres, nachtragendes oder deprimiertes Ungeheuer verborgen ist oder er – im Gegenteil – über ein, wie Freud sagen würde, „Es“ (also ein Unbewusstes) verfügt, das im Stande ist zu genießen und gesund zu sein. Die Drogen verleihen der menschlichen Existenz mehr Kontrolle, eine verbesserte Fähigkeit sich den Herausforderungen des Lebens zu stellen. Mit der Prohibition kam auch die Ausrede der Opferrolle, die den Menschen erlaubt diese große Unwahrheit von sich zu geben: „Ah, ich wollte es nicht so, aber ohne dass ich es gemerkt habe, bin ich zum Sklaven geworden und jetzt bin ich ein elendes Wrack. Daher ist es mir jetzt erlaubt meine Mitbürger zu bestehlen und mein Wort zu brechen.“
 Anstatt Drogen in legale und illegale, weiche oder harte oder nach ihren chemischen Grundlagen einzuordnen, ordnet sie Escohotado nach funktionalen Kriterien ein. Entsprechend dem Maß, in dem sie definierte Bedürfnisse wie „Frieden, Vitalität und Reise befriedigen oder zu befriedigen versprechen.“ Nachdem er klarstellt, dass viele psychoaktive Substanzen mehrere Bedürfnisse befriedigen, gruppiert er sie in eins der Bedürfnisse und geht dann über zur Beschreibung von verschiedenen Variablen wie minimal wirksame Dosis, mittlere tödliche Dosis, Toleranzfaktor, subjektive Wirkungen, Synergien, Antagonismen und Entzugssymptome. Escohotado fügt auch Abschnitte über den kulturellen Rahmen („Hauptanwendungen“) und die Mythologie, die mit jeder der Substanzen verbunden ist, hinzu. „Das Seil, das dem Bergsteiger beim klettern hilft“, beginnt der Epilog, „dient dem, der sich umbringen will, sich damit zu erhängen und dem Seemann, um mit den Segeln seines Bootes den Wind einzufangen.“ Daraus ergibt sich der im letzten Absatz formulierte Vorschlag: 
Die Erkenntnis sucht sich bestimmte Substanzen, die bei maßvoller Anwendung Frieden, Vitalität und geistige Reisen ermöglichen können. Ihr Ziel ist es, diese weniger schädlich zu gestalten und den der sie einsetzt in seiner unverletzlichen Freiheit weiter zu bestärken. Es handelt sich um das älteste menschliche Streben: Verantwortung und Wissen stetig zu erweitern.

### El espíritu de la comedia (Der Geist der Komödie)
Nachdem er durch seine anarchischen Standpunkte und seine Arbeit über Drogen einen medialen Bekanntheitsgrad erreichte, begrenzten sich in den neunziger Jahren seine Veröffentlichungen auf Artikel und Vorträge, die er in El espíritu de la comedia (1992) und Retrato del libertino (1998) in Buchform wiedergab. El espíritu de la comedia, 1992 mit dem Premio Anagrama de Ensayo ausgezeichnet, kehrt zum Thema der Soziologie der politischen Gewalt zurück, das er bereits in Majestades, crímenes y víctimas bearbeitete. Jedoch diesmal mit besonderem Augenmerk auf die Exekutivgewalt. Lange vor Molière definierte bereits Aristoteles in seiner Rhetorik die Komödie als eine Darstellung, in welcher der tragische Held und der Chor durch drei wiederkehrende Figuren ersetzt werden: der Hochstapler, der Narr und der Magnat. Ausgehend von deren praktischen Varianten analysiert das Buch die politische Klasse, die in Spanien nach der demokratischen Transition entstand, und ist in zwei Teile gegliedert.
Der erste Teil widmet sich der Angst im Sinne von individueller und sozialer Passion, dabei legt er wert darauf, die Grenzen zwischen Schmerz und Angst mit Sorgfalt durch ein Stichprobenverfahren voneinander zu trennen. Nachdem er, unter anderem, die Thesen von Hobbes und Jefferson miteinander verglichen hat, stellt er das Denken der Jünger-Brüder vor, Ernst und Friedrich Georg, deren Reflexionen über die Technik Heideggers vorausgingen und diesen beeinflussten.
Das Hauptaugenmerk im zweiten Teil ist die politische Klasse im Sinne einer Schicht oder Kaste. Escohotado betrachtet die institutionellen Horizonte der parlamentarischen Demokratie und einer ihrer Alternativen, der direkten Demokratie. Besonders hebt er die Wechselwirkung, die im Terrorismus zu beobachten ist, hervor, wo die Interessen des Terroristen, sich mit denen des Antiterroristen überschneiden. Dieser Abwärtsspirale der Gewalt stellt er eine alternative Aufwärtsspirale gegenüber und untersucht, aus welchen Bevölkerungsparametern eine Gruppe das Recht der Selbstbestimmung für sich beanspruchen könnte, beispielsweise im Fall des Baskenlandes. Zu diesem Zweck schaut er sich das Modell der Schweiz an, sowie die Spannung zwischen Zentralismus, Föderalismus und Konföderalismus.

### Retrato del libertino (Porträt des Freigeists)
Dieses Buch ist eine Ansammlung an Texten, die einen Umriss der zeitgenössischen Gesundheit vornehmen. Escohotado sieht in unserer Natur eine unvermeidbare Vereinigung von Sein und Denken. Mit anderen Worten, „das körperliche ist das seelische und das seelische ist das körperliche“, so bereitet er den Vorschlag „die Körperlichkeit (materielle Natur) als Unmittelbarkeit des Geistes zu akzeptieren, auf diese Weise findet sich ein Weg die Schönheit täglich neu zu denken.“
Sein erster Essay handelt von der anonymen Schrift aus dem viktorianischen England – My Secret Life – welche Escohotado vor Jahren selbst übersetzte und wozu er das Vorwort schrieb, damals erschien die Ausgabe in einer gekürzten Fassung in zwei Bänden, anstatt in zwölf, wie es davor der Fall war. Laut Jaime Gil de Biedma handelt es sich bei diesem Buch um die "ausführlichste und genaueste Beschreibung, die jemals über die erotischen Erfahrungen eines Menschen des männlichen Geschlechts verfasst wurden." In der Tat, zusätzlich zu dem "bildhaften Panorama der Epoche – genau den Aspekt der in den Romanen von Dickens, Hardy und anderen nennenswerten englischen Erzählern unerwähnt bleibt – sind in diesen Zeilen ausführliche Beschreibungen sinnlicher Vereinigungen mit etwa zwei Tausend Frauen enthalten." Escohotado greift Bereiche, die er bereits in Rameras y esposas behandelte, wieder auf, so zum Beispiel die unzähligen Arten der körperlichen Liebeserfahrung, Leidenschaften wie Dominanz, Unzucht oder Eifersucht und stellt menschliche Institutionen wie die Ehe oder die Prostitution einander gegenüber, wobei erstere von Gesetz und Moral sanktioniert wird und letztere in die Schatten der Gesellschaft gedrängt wird, jedoch sich, laut seiner These, beide grundlegend voneinander abhängig sind – die eine sei für die Existenz der anderen unerlässlich und viceversa.
Im Bereich Philosophie ist in Retrato del libertino auch der Aufsatz „Euforia química y dignidad humana“ enthalten, der ursprünglich auf englisch verfasst wurde. Ein weiterer seiner Essays, Notas sobre eugenesia, befasst sich mit dem herrschenden Verbot für todkranke, chronisch kranke oder sich einfach in Rekonvaleszenz befindenden Menschen, als euphorisierend angesehene Schmerzmittel zu verwenden, nicht nur um Linderung zu erzielen, sondern überhaupt als Hilfsmittel – oktroyieren der Ignoranz konsequent bis zum Erreichen eines Genozids. In Morir mejor schreibt Escohotado über Gedanken zur Euthanasie und dem Recht eines jeden Individuums den Zeitpunkt und die Art und Weise seines Abscheidens selbst zu entscheiden. Das Buch endet mit Lebensbeschreibungen Ernst Jüngers und Albert Hofmanns, die damals beide über 100 Jahre alt waren und für Escohotado als Vorbilder des gut gelebten Lebens, sowie des würdevollen Alterns dienten.

### Caos y orden (Chaos und Ordnung)
Der Forschung widmete sich Escohotado mit voller Hingabe wieder in Caos y orden (Espasa, 1999), nachdem er herausfand, dass die fraktale Geometrie Mandelbrots eine Alternative zur euklidischen darstellte und die umwandelbaren Strukturen Prigogines den Blickwinkel auf das zweite Prinzip der Thermodynamik änderten. Er stellte fest, dass die Leistungen der beiden Wissenschaftler nicht nur bereits als solche von hoher Bedeutung waren, sondern eine allgemeine wissenschaftliche Renaissance mitbegründeten, die „durch eine Annäherung an das Verständnis der Komplexität über das reduktionistische Paradigma hinausgeht.“ Das veranlasste ihn auch zu folgender Beobachtung über die Unzulänglichkeit des Determinismus:
Alle Arten physikalischer Systeme sind von Ungewissheit geprägt, jeden Augenblick entstehen sie neu, im Gegensatz zu den idealisierten Gebilden, bei denen früher oder später beim Vorkommnis einer Abstraktion ein Gesetz gesehen wird. 
Der Chemienobelpreis, mit dem Prigogine ausgezeichnet wurde, sowie die Fields-Medaille – das Äquivalent zum Nobelpreis in der Mathematik – die Mandelbrot nicht verliehen wurde, waren nicht Beweggrund genug, eine Ergänzung am spanischen Lehrplan vorzunehmen. Die Funde Mandelbrots und Prigogines bleiben nicht nur auf der Sekundarstufe, sondern auch für Doktoranden im mathematisch-naturwissenschaftlichen Bereich, Ingenieurwesen, Physik oder Chemie unberührtes Neuland. Die institutionelle Resistenz veranlasste Escohotado zu folgender Beobachtung: 
der Dogmatismus schlägt Wurzeln in den Bereichen der Wissenschaft, die am meisten von einer fortlaufenden Subventionierung abhängig sind. In denen jeglicher Befund nicht linearer Prozesse denjenigen zuwider sein würde, die versichern kurz davor zu stehen, die allumfassende kosmische Formel zu erlangen, auf einen einfachen Nenner gebracht in weniger als einer Zeile. 
Diese „Unfehlbarkeit der Gremien“ wird in Caos y orden von verschiedenen Standpunkten aus kritisiert. Der Autor argumentiert, dass wir dank des Verständnisses von Phänomenen der Selbstorganisation dabei sind, die Realität zu erahnen, nachdem Jahrhunderte lang versucht wurde, sie an ein theologisches oder atheistisches Glaubensideal anzupassen. Das Buch vergleicht die Eigenarten offener und geschlossener Ordnungen, erstere gebunden an die Umwelt, im Fall des Thermostats, zweitere von ihr isoliert, wie die Armbanduhr. Escohotado schreibt ironisch über die Verwechslung der beiden Systeme, als ob die Ordnung der Kaserne oder des Klosters für synonym mit der Realität gehalten werden könnte. Der Dogmatiker versucht den Unterschied zu verringern, abstrahieren oder vergessen, was gerade die bequemste Option ist. Das impliziert für Escohotado eine Entscheidung hin zur Abwärtsspirale (vicious circle) zum Nachteil der Aufwärtsspirale (virtuous circle) – wie es Wiener in seinem Werk über Kybernetik ausdrückte. Dabei ignoriert der Dogmatiker „die Signale der Umwelt wie eine Uhr, die nur auf ihre Feder reagiert, im Gegensatz zum Thermostat, das ständig auf Einflüsse der Umwelt reagiert.“
Das Werk wurde mit dem Premio Espasa ausgezeichnet und fünf Auflagen wurden innerhalb sechs Monaten ausverkauft. Erwähnt sei auch, dass vier Professoren, aus den Bereichen Physik und Mathematik, es scharf kritisierten. Unwissenheit und Dilettantismus waren zwei der Schlagwörter, außerdem wurde es von ihnen für „Schund“ und „postmoderne Philosophie“ gehalten. Eine langanhaltende Kontroverse wurde dadurch entfacht. Der von Escohotado geschriebene ausführliche Prolog zu Newtons Principia (1980) wurde seitens der Fachgremien ähnlich empfangen. Escohotado entgegnete unter anderem damit, dass er seit Jahren den Schwindel des französischen Postmodernismus aufzeigt und antwortete weiterhin umfassend auf jede der an ihn gerichteten Kritiken.

### Sesenta semanas en el trópico (Sechzig Wochen in den Tropen)
Einen beinah noch größeren Skandal, als mit dem Verbreiten der Chaostheorie, löste Escohotado damit aus, als er sich in den letzten Kapiteln des Buches, als „liberalen Demokraten“ definierte. Viele seiner bedingungslosen Anhänger verehrten ihn lange Zeit als Symbol der unbeugsamen Linken. Dessen ungeachtet, sah er sich als „Muster der linken Ideale in Spanien.“ Einigen die ihn für seine Geschichte der Drogen bewunderten, stellten die Notwendigkeit seiner Selbstversuche in Frage, welche für sie eine zynische Provokation darstellte – manche sahen darin sogar eine Rechtfertigung des Gesetzesverstoßes, so Menem und Maradona – und selbst einen unleugbaren Beweis für neurologischen Verfall. Seitdem wurde er als „Neoliberaler“ betitelt, ohne dass jemand zu irgendeinem Zeitpunkt dargelegt hätte, „in welcher Hinsicht dieser sich vom Liberalen unterscheidet.“ Das hinderte Escohotado jedoch nicht daran, sich über die Anhängerschaft Murray Rothbards zu mokieren, die er „dogmatische Liberale“ und „Fanatiker der Hundertprozentreserven“ (wegen ihrer Ablehnung der Mindestreserve, die den Bankkredit möglich macht) nennt. Seine Berufung zur Unabhängigkeit könnte auch als eine Erklärung für die Reihe an Meinungsverschiedenheiten mit der Dozentenschaft dienen.
Die Veröffentlichung von Caos y orden kam zur selben Zeit, als er seine Ehe von zwanzig Jahren auflöste, um eine neue Familie zu gründen und ein Sabbatjahr, ermöglicht von der Katholischen Universität in Bangkok, dazu nutzte, um die Ursachen der Armut und des Reichtums zu erforschen. Die Entdeckung Carl Mengers, Wegbereiter der Theorie des Grenznutzens, war für Escohotado ein Wendepunkt. „Um nicht gänzlich die Achtung vor mir selbst zu verlieren“, widmete er sich dem Studium von wirtschaftlicher Theorie und Geschichte, schrieb ein Tagebuch bestehend aus einer Mischung aus Aufzeichnungen über die österreichische Wirtschaftsschule und investigativem Tourismus, das 2003 unter dem Namen Sesenta semanas en el trópico (Anagrama) veröffentlicht wurde.
Außerdem überzeugte ihn seine Reise durch Südostasien davon, dass „die gebildeten Völker unabhängig ihrer natürlichen Ressourcen reich sind.“ Das veranlasst ihn dazu, zurückzublicken und seine „rote Seele“ der Jugend neu zu betrachten, angetrieben von dem Wunsch „hilfreiche Gründe und Fakten für die am Bildschirm Aufgewachsenen ausfindig zu machen […] die von einer Anschauung, weit entfernt von Konformismus und Dogmatismus, profitieren können.“

### Los enemigos del comercio: Una historia moral de la propiedad (Die Feinde des Handels: Eine moralische Geschichte des Eigentums)

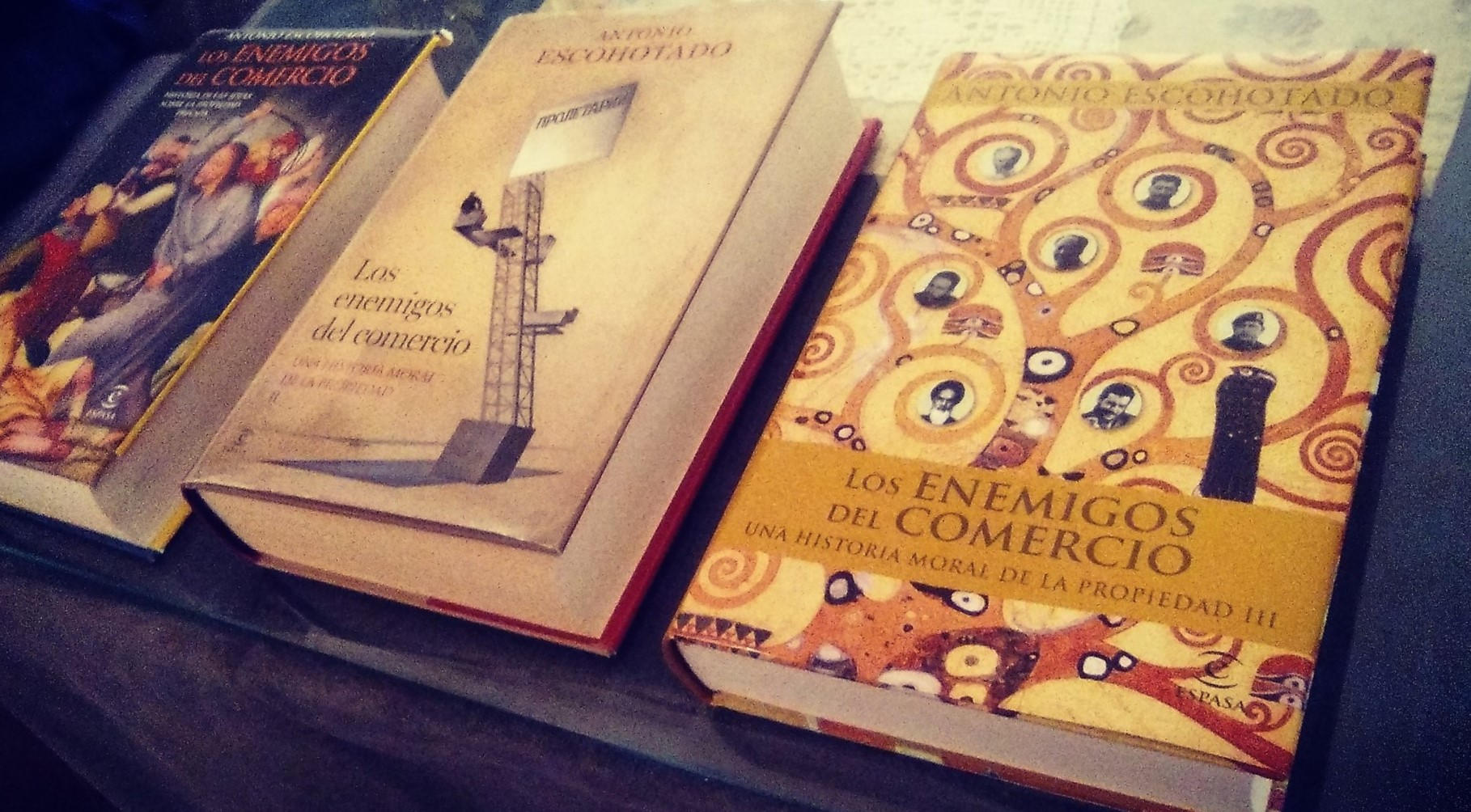
Die Trilogie Los enemigos del comercio (Editorial Espasa).

Im Alter begann Escohotado laut eigener Aussage den Versuch, „vom Originellen zum Weisen und vom Einfallsreichen zum Ausgeglichenen“ überzugehen, welcher sich im Verfassen der Trilogie Los enemigos del comercio widerspiegelt, die für ihn „das Werk meines Lebens“ darstellte. Anfangs befasste sich besagtes Unterfangen damit herauszufinden, wer, in welchem historischen Kontext und mit welchen Folgen behauptete, dass „Privateigentum Diebstahl und der Handel dessen Instrument sei.“
Jedoch stellte er beim studieren des Themas als erstes fest, dass es einerseits erforderlich sein würde bis nach Sparta und auch zu Platon zurückzukehren und andererseits zur Sekte der Essener, die als erste das siebte Gebot („du sollst nicht stehlen“) mit „du sollst keinen Handel betreiben“ interpretierten. Aus dieser Lesart entstand später das Kredo der Ebioniten („Verherrlichung der Armut“) und letztendlich die Grundsäulen der Bergpredigt. Diese beiden Pfade führten ihn zur Untersuchung der Ursprünge der sklavenhaltenden Gesellschaften, Brutstätte für die Entstehung des messianischen Erlösers – ein „Lamm, das die Welt vom Bösen reinwäscht“ – der als Novum mitbringt ein Sündenbock zu sein, der auch die Restitution oder Rache „der Letzten an den Ersten“ vollstreckt, eine Vorwegnahme des von Marx formulierten Gesetzes der sozialen Entwicklung – Fortschritt durch Bürgerkrieg.
Der Vorgang der Neuankurbelung des Handels wird abwechselnd angetrieben und abgelehnt von zahlreichen kommunistischen Gruppen. Der Gipfel wird mit den Bauernkriegen der Renaissance erreicht, während die Reformation und Gegenreformation dazu beitragen, das Ideal der Armut zurückzulassen, der gläubige Christ soll für die Zukunft vorsorgen und Erfolg interessiert sein. Es folgen zwei Jahrhunderte der materiellen Akkumulation, Mandevilles Bienenfabel trägt den Realismus dieser Zeit in sich und zum Schluss kommt es, mit der französischen Revolution zur Austragung des Kampfes zwischen Liberalismus und Autoritarismus, gefolgt von der Verschwörung der Gleichen unter ihrem Anführer Babeuf. Diese Ansicht wurde von der Historikerin María Elvira Roca Barea bei einer Debatte mit Escohotado im Rahmen einer Konferenz in Sevilla über die Leyenda Negra (Schwarze Legende Spaniens) zurückgewiesen.

Der erste Band, 2008 veröffentlicht, wurde von der Fachkritik mit beinahe völligem Stillschweigen empfangen. Der zweite, 2013 erschienen, schlug weitaus höhere Wellen, vor allem im Internet. Jedoch stellte es sich als unmöglich heraus, die Detaildichte bis ins heutige Zeitalter aufrechtzuerhalten, wie der Autor es ursprünglich vorsah. Die Aufarbeitung des 19. Jahrhunderts umfasste mehr als 700 Seiten, was das Schreiben an einem dritten Band zur Folge hatte. Escohotado bemerkte seine wiederkehrenden Berührungen mit dem Thema der Angst in seinen verschiedenen Facetten: 
Die euphorisch-chemische Perspektive drängt sie zurück nach innen – ausgedrückt als Angst vor sich selbst. Das Enteignungsprogramm hält sie nach außen orientiert – Angst vor den anderen. In beiden Fällen mit der unschätzbaren Unterstützung eines Fanatismus, der das Unpersönliche personalisiert. 
Dem ideologischen Bild fügt er das ökonomische Umfeld im Detail hinzu, sowie die Entwicklung der etwaigen Institutionen – Möglichkeiten der Kreditbeschaffung, Gremien und Gewerkschaften, die ersten Großunternehmen, die Sozialversicherungssysteme, die Anpassung an Papiergeld, das Patentrecht – zusätzlich analysiert er die politischen Revolutionen in Nordamerika, England, Frankreich, Spanien, Deutschland und Russland. Escohotado sieht den Historiker der Gegenwart durch das Internet befähigt dazu, über eine unerschöpfliche Menge an thematisch sortierten Informationen zu verfügen und „von der Chronik zur Übertragung aus mehreren Kameralinsen zu springen“, dadurch bietet sich wie nie zuvor die Gelegenheit, „die Wertfreiheit auszuüben.“ Für ihn bedeutete das Ergebnis seiner Arbeit, den qualvollen Übergang von der servilen zur kommerziellen Gesellschaft zu verfolgen, die Dokumentation des Triumphes der Offenheit gegenüber dem Wandel in der Auseinandersetzung mit der statisch-geschlossenen Haltung, „überall von der schwindelerregenden Angst vor der Freiheit und den Garantien der Knechtschaft beschattet.“
Der zweite Teil endete mit der Klärung des Gegensatzes zwischen messianischem und demokratischem Sozialismus. Es fehlte noch das 20. Jahrhundert und das totalitäre Zeitalter. Das Ziel des Autors war es, seine Chronik bis zu Chávez und Ahmadineschad zu führen. Escohotados Überzeugungen, die er bevor er sich gebührend mit dem Thema auseinandersetzte, hielten nicht Stand, täglich bestand seine Freude aber darin, seine Ansichten zu ändern und somit vom Vorurteil zum Urteil zu gelangen. Erst als das Werk ins 20. Jahrhundert blickt existiert ausreichendes statistisches Material, um allgemeine Schlussfolgerungen über den „kommunistischen Geist“ zu ziehen.
Innerhalb der Trilogie über Ursprung und Entwicklung der kommunistischen Bewegung, stellt der dritte und letzte Band, erschienen im Dezember 2016, eine beispiellose Forschungsarbeit dar. Bis dahin gab es keine Geschichte über den Kommunismus, die über die ideologische Debatte hinaus Einzelheiten zu der jeweiligen wirtschaftlichen Situation oder der parallel stattfindenden Entwicklung der Institutionen (Gewerkschaften, Großunternehmen, urheberrechtlich geschütztes Eigentum, verschiedene Sozialversicherungssysteme) aufweisen konnte. Der erste Band beschäftigte sich mit den Anfängen der kommunistischen Idee bis zur französischen Revolution, der zweite reichte bis zu den Anfängen des 20. Jahrhunderts, der dritte führt den Leser aus Russland unter Lenin bis hin zu den neuesten populistischen Bewegungen einerseits in Lateinamerika im 20. Jahrhundert und ebenso ihre Abbilder in Europa im 21. Jahrhundert, zu sehen anhand von Parteien wie Syriza in Griechenland oder Podemos in Spanien.
Nach Abschluss des Werkes haben die Interviews mit Federico Jiménez Losantos und Pablo Iglesias, die im Internet veröffentlicht wurden, dazu beigetragen, dass die Person Antonio Escohotados einem breiteren Publikum vorgestellt wurde.

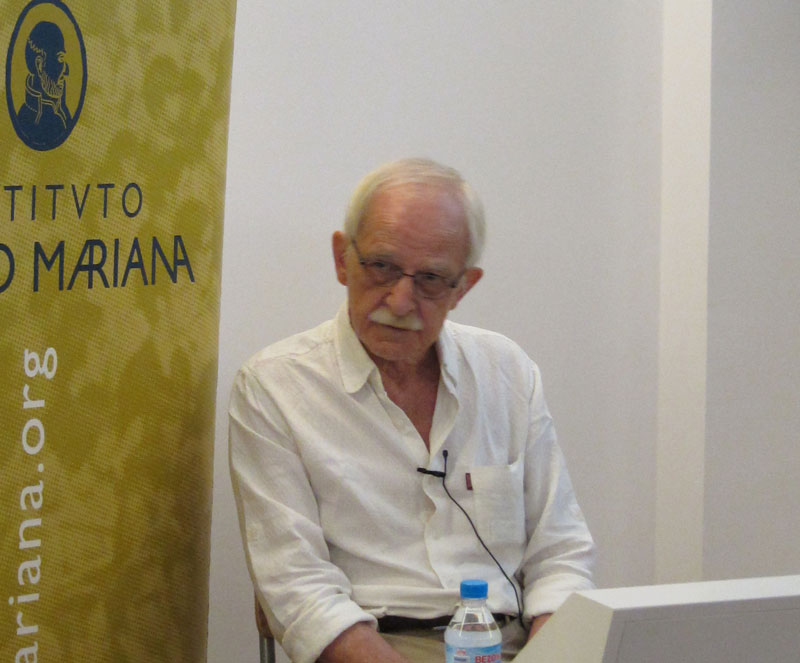
Escohotado auf einer Konferenz des Juan de Mariana Instituts (Madrid, 2014).

## Denken
Mehr als einmal erklärte Escohotado, dass er „von nichts anderem als dem Erklären für sich selbst angetrieben ist und keinen anderen Kompass verwendet als den der Entdeckung von Anfang und Ende jeder Sache.“ Er sieht die Entwicklung seiner Arbeit als einen Prozess des Selbststudiums der Bandbreite an Themen, die er behandelt, einer genealogischen Methode der Analyse, einem historischen Ansatz mit chronologischer Ordnung der Informationen und Beargwöhnung der Systematik.
In den sechziger Jahren bildete er sich als Jurist und Philosoph in der raciovitalistischen Strömung Ortega y Gassets und Zubiris – beeinflusst von den Begriffen der vitalen Vernunft und der historischen Vernunft, durch die er Freud und vor allem Hegel kennenlernte, dessen Philosophie der Religion er in seiner Doktorarbeit La conciencia infeliz (1972) bearbeitete. Seine Dissertation, gemeinsam mit Realidad y substancia (1985) – ein Exkurs in den Bereich der puren Logik und Metaphysik – legte die Fundamente für eine solide philosophische Basis, auf der der Rest seines Schaffens aufbaute.
Mitte der 70er Jahre, mit der Veröffentlichung von De physis a polis (1975) kehrte er zu den vorsokratischen Denkern zurück, gleichzeitig spielte er mit der Gründung von Amnesia (1976) eine wichtige Rolle in der Entstehung Ibizas als gegenkultureller Mittelpunkt im Spanien gegen Ende der Franco-Ära, kurz vor der demokratischen Wende. Im Laufe der Jahre entwickelte sich sein Denken von der Anwendung im Abstrakten während seiner Jugend und ersten Erwachsenenjahre, hin zu einem wachsenden Interesse für durch die Beobachtung der konkretesten Realität entnommene Daten, im Sinne einer „observierenden Wissenschaft, die heute durch einen anderen Zweig, den der prognostizierenden verdrängt wurde.“
Seitdem und bis zu seinem Tod beschäftigte sich seine Arbeit mit den Ursprüngen und Entwicklungen von unpersönlichen menschlichen Gebilden, die eine Darstellung der Komplexität an sich sind, solche „die weder willentliche Subjekte noch inerte Objekte, sondern einer dritten Kategorie zugehörig sind – wie der menschliche Verstand, die Familie oder die Volkswirtschaft – die einer unbegrenzten Anzahl an individuellen Handlungen ohne vornherein geplanter Ordnung entspringen.“ Dieses Interesse an der Realität als Befreiung aus der vereinfachenden Blickweise ordnet Escohotados Werk zwischen Ontologie und den Wissenschaften des Menschen, im Sinne Humes ein: seine interdisziplinäre Perspektive verbindet eine breite Vielfalt an Gebieten des Wissens und an Interessen aus einer humanistischen Ansicht heraus betrachtet. Ausgehend von der Logik und der Metaphysik, dringt er zur Épistémologie und der Wissenschaftstheorie vor, um hierauf in Bereiche des erlebten menschlichen Daseins vorzustoßen, wie der Ökonomie und der politischen Gewalt, den Geschlechtermythen und den familiären und sexuellen Sitten oder den verschiedenen Arten des Rausches. Dabei ist der gemeinsame Nenner für alle die Bejahung der menschlichen Freiheit als Gegenmittel im Angesicht der Angst oder den Auferlegungen der Autorität, welche die persönliche Verantwortung schwächen.
Nach seinem kämpferischen Aktivismus in den Reihen der kommunistischen Partei während des Franco-Regimes, entwickelten sich seine politischen Standpunkte, bis er sich selbst schließlich als „liberalen Demokraten“ definierte. Gleichzeitig reifte in seinem Werk die Idee, dass „jedwede politische Utopie zu eugenischen Vorhaben der einen oder anderen Art verkommt, Euphemismus für eine Politik des Genozids.“ In der politischen Landschaft Spaniens war Antonio Escohotado eine singuläre Erscheinung, nicht immer wurde er verstanden, den üblichen Lagern Links/Rechts fühlte er sich nicht zugehörig, sein Fokus lag vielmehr darauf, der Gabelung Freiheit/Autoritarismus seine Beachtung zu schenken. Aus pragmatischen und rationalistischen Gründen lehnte er sowohl den Utopismus als auch den Autoritarismus ab. Dennoch sah er sich selbst als „Muster der linken Ideale in Spanien.“ Seine Zeitgenossen sahen in ihm einen Historiker und Analysten der Gegenwart, der sozialen Bräuche und der Kultur während der Transition, Themen mit denen er sich in seinen erst in El País und später in El Mundo und Diario 16 veröffentlichten Artikeln befasste. Die Verbrechen des Staatsterrorismus der GAL (Grupos Antiterroristas de Liberación; antiterroristische Befreiungsgruppen) legte er in seinen Kolumnen und Essays über politische Soziologie (Majestades, crímenes y víctimas, El espíritu de la comedia) offen.
Als Autor der Historia general de las drogas (1989) erlangte er öffentliche Bekanntheit wegen seiner Verteidigung antiprohibitionistischer Standpunkte, sowohl in Fernsehauftritten als auch in Artikeln. Er experimentierte selbst mit Drogen, klassifizierte sie und beschrieb die physischen und subjektiven Wirkungen von mehr als dreißig verschiedenen psychoaktiven Substanzen, aus diesen Notizen entstand später das Buch Aprendiendo de las drogas (1990–1995). In den Medien geriet er in mehrere Kontroversen für seine für die öffentliche Moral heiklen Meinungen zum Konsum von Drogen, Prostitution oder Euthanasie. Die ihm Wohlgesinnten interpretierten als freies Denken und Unabhängigkeit im Urteil, was für seine Gegner eine dreiste Unverschämtheit war, das führte auch dazu, dass Escohotado aus gewissen akademischen Kreisen Ablehnung erfuhr, die ihm Dilettantismus vorwarfen, so zum Beispiel nach der Veröffentlichung von Caos y orden (1999 ausgezeichnet mit dem Premio Espasa de Ensayo).
Er war auch als Übersetzer tätig und übertrug mehr als 40 Bücher ins Spanische. Unter anderem Werke Newtons, Hobbes', Jeffersons und Bakunins. Besonders hervorzuheben sind hierbei auch die Werke Thomas Szasz' und Ernst Jüngers. Bis zu seiner Pensionierung im Jahr 2013 übte er seinen Beruf als Professor für Philosophie und Methodologie im Bereich der sozialen Wissenschaften an der UNED aus. Der Arbeit an seiner Geschichte der kommunistischen Bewegung, ein Werk das schließlich in drei Bänden erschien, widmete er seine volle Hingabe (Los enemigos del comercio. Una historia moral de la propiedad, 2008–2014). 2019 wurde er mit dem Premio Juan de Mariana für seine Verteidigung der „Freiheit als Antwort auf die Zwänge, die das Individuum allen möglichen Formen der Knechtschaft aussetzen“ ausgezeichnet.

## Veröffentlichungen

### Bücher
- Marcuse, utopía y razón (1968, Alianza Editorial).
- La conciencia infeliz. Ensayo sobre la filosofía de la religión de Hegel (1971, Revista de Occidente).
- De physis a polis (1975, Anagrama).
- Realidad y substancia (1986, Taurus).
- Filosofía y metodología de las ciencias sociales (1987, UNED).
- Majestades, crímenes y víctimas (1987, Anagrama).
- Historia general de las drogas (3 volúmenes, 1989, Alianza).
- El libro de los venenos (1990, Alianza).
- El espíritu de la comedia (1991, Premio Anagrama de Ensayo).
- Aprendiendo de las drogas: usos y abusos, prejuicios y desafíos (1995, Anagrama). Este volumen se publicó primero con el título El libro de los venenos en 1990 y, en 1992, como Para una fenomenología de las drogas.
- Rameras y esposas: cuatro mitos sobre sexo y deber (1993, Anagrama).
- Las drogas: de ayer a mañana (1994, Talasa).
- Historia elemental de las drogas (1996, Anagrama).
- La cuestión del cáñamo: una propuesta constructiva sobre hachís y marihuana (1997, Anagrama).
- Retrato del libertino (1997, Espasa-Calpe).
- Historia general de las drogas (incluyendo el apéndice «Fenomenología de las drogas») (1999, Espasa-Calpe).
- Caos y orden (1999, Premio Espasa de Ensayo 1999).
- Sesenta semanas en el trópico (2003, Anagrama).
- Génesis y desarrollo del análisis científico (2006, Ediciones Académicas).
- Los enemigos del comercio (2008, Espasa-Calpe).
- Los enemigos del comercio II (2013 Espasa-Calpe).
- Frente al miedo: Volumen I (2015, Página Indómita).
- Los enemigos del comercio III (2017, Espasa-Calpe).
- Mi Ibiza privada (2019, Espasa-Calpe).
- Hitos del sentido (2020, Espasa-Calpe).
- La forja de la gloria: Breve historia del Real Madrid contada por un filósofo aficionado (2021, Espasa-Calpe).
- Confesiones de un opiófilo: Diario póstumo (1992–2020) (2023, Espasa-Calpe).
- Frente al miedo: Volumen II (2024, Página Indómita)

### Prologe
- Drogas y ritual: La persecución ritual de drogas, adictos e inductores, de Thomas Szasz (traducción y prólogo de Antonio Escohotado), Fondo de Cultura Económico, 1990.
- Más allá del nihilismo: Meditaciones sobre Ernst Jünger, de Enrique Ocaña, Editum, 1993.
- Nuestro derecho a las drogas, de Thomas Szasz, Anagrama, 1993.
- AnimaLuno de Luis Eduardo Aute, disco-libro, El Europeo/Allegro, 1994.
- Drogas y cultura de masas, de Juan Carlos Usó, Taurus, 1996.
- Mujeres chamán, damas iniciáticas, escritos de mujeres en la experiencia con drogas, de Cynthia Palmer y Michael Horowitz (traducción, Victoria Quiñonero Moreno), Castellarte, 2000.
- Mr. Nice, de Howard Marks, La Cañamería Global, 2000.
- El emperador está desnudo: el cáñamo y la conspiración de la marihuana, de Jack Herer (traducción, Alfonso de la Figueras), Castellarte, 2002.
- Todo Makoki, de Gallardo y Mediavilla, DeBolsillo, 2012.
- «Rememorando a Sasha Shulgin», en PIHKAL y TIHKAL (edición en castellano), de Alexander Shulgin y Ann Shulgin, Editorial Manuscritos, 2015.
- Autocultivo y uso de cannabis en España: De la clandestinidad a la propuesta de regulación, de Observatorio Europeo del Consumo y Cultivo de Cannabis OECCC, Letrame S.L., 2019.
- El rebaño: Cómo Occidente ha sucumbido a la tiranía ideológica, de Jano García, La Esfera de los Libros, 2021.